# Kim Min-su
Kim Min-su (en coréen : 김민수), né le 19 janvier 2006 à Gwangju, est un footballeur sud-coréen qui évolue au poste d'ailier au FC Andorra, en prêt du Girona FC.

## Biographie

### Carrière en club
Né à Gwangju en Corée du Sud, Kim Min-su arrive en Espagne dès ses 14 ans, où il est formé entre le CF Damm et le Girona FC, où il commence sa carrière professionnelle en championnat d'Espagne après s'être illustré en équipe reserve à partir de 2022. Il joue son premier match avec l'équipe première du club le 19 octobre 2024, remplaçant Alejandro Francés lors d'une défaite 1-0 à domicile contre la Real Sociedad.
Le 5 novembre 2024, il joue son premier match de Ligue des champions avec le Girona FC, entrant en jeu lors du match contre le PSV Eindhoven de Johan Bakayoko, Ryan Flamingo et Luuk de Jong.